# Vittorio Pilo Boyl
Vittorio Pilo Boyl, detto anche Boyl, marchese di Boyl o marchese Boyl di Putifigari (Sassari, 15 maggio 1778 – Cagliari, 14 febbraio 1834), è stato un nobile, militare e politico italiano del Regno di Sardegna.

## Famiglia
Nacque in Sassari nel 15 maggio 1778 da Francesco Maria di Boyl marchese di Putifigari, e da Felicita Richelmi, appartenente alla famiglia dei conti di Bovile, figlia di Giovanni Battista Richelmi e della marchesa Barbara del Carretto di Gorzegno e Moncrivello. 
Suo padre era stato censore generale dei monti di soccorso dell'isola e fu in seguito promosso alla carica di reggente di toga del Supremo consiglio di Sardegna; morì a Torino il 26 marzo del 1823.
Suo fratello minore Conte Carlos Pilo Boyl di Putifigari è stato l'Architetto che progettò il Palazzo Boyl di Cagliari, di Milis e fu l'architetto della famiglia oltre che Luogotenente Generale.
Sposò in prime nozze nell'agosto 1800 Maddalena Vacca, figlia del possidente di Milis don Gioachino Franco Vacca e di donna Maria Grazia Salazar. Rimase vedovo nel 1816 della moglie, morta a solo 33 anni dopo avergli dato 9 figli viventi
Nel 1821 sposò sua cugina Caterina Angela Ledà, figlia di don Girolamo Ledà, conte di Ittiri e barone di Uri, e di sua zia Lucia Pilo Boyl di Putifigari, che lo aiutò a crescere i 9 figli avuti dalla prima moglie e gli diede un figlio maschio. Rimase vedono una seconda volta nel 1831
Figli sopravvissuti all'infanzia:
- Francesco Maria, nato nel 1801, fu marchese di Putifigari e comandante di vascello e sposò Caterina Tapparelli dei conti di Lagnasco
- Maria Cristina, nata nel 1803, sposò il conte Edoardo Rignon
- Pietro, detto Perico, nato nel 1804, fu conte e generale di fanteria e sposò Teresa Roberti
- Maria Grazia, sposò suo cugino il conte Gaspare Serra Boyl, Gentiluomo di Camera delle LL.MM
- Caterina Angela, nata nel 1811, sposò in prime nozze il cognato della zia Lucia, Stefano Ledà, conte di Mont'Elva.
- Luigi, nato nel 1813, fu ufficiale superiore e sposò Cristina Manca di Villahermosa
- Gioacchino, nato nel 1815, rimasto celibe, fu ammiraglio e senatore del Regno d'Italia
- Ernesto, nato nel 1822 dalle seconde nozze del padre, fu studioso e militare e sposò Efisia Cara Roich.

## Biografia
Fu il diciottesimo barone di Putifigari. Studiò a Cagliari, dove il padre occupava il seggio sassarese nella sala criminale della Reale Udienza. Nel 1791 si trasferì a Torino come cadetto del Corpo reale d'artiglieria e si fece notare dal conte di Salmourche, gran maestro di artiglieria e governatore della città di Torino. Dopo gli studi entrò in servizio come sottotenente di artiglieria e combatté giovanissimo contro i francesi al Piccolo San Bernardo: per le sue azioni in battaglia il 23 novembre del 1795, ottenne l'ordine di San Maurizio dal re Vittorio Amedeo III.
Nel 1799 seguì la corte reale nell'esilio in Sardegna.
Il re Vittorio Emanuele I lo nominò direttore e professore delle regie scuole teoriche militari aperte a Cagliari all'inizio del secolo e in questa veste pubblicò un opuscolo di Teoremi e problemi matematici che dedicò al conte Cordero di Roburent.
Fu incaricato dell'apertura dell'attuale strada Carlo Felice, che doveva collegare Cagliari e Porto Torres, e provvide alla realizzazione del tracciato tra Fordongianus e Macomer e verso i monti Girghini e Usellus per circa 30 km, seguendo l'antica via romana.
Nel 1806 entrò a far parte della corte del duca di Genevois Carlo Felice e il 4. Il 6 giugno del 1816 fu decorato con la gran croce dell'Ordine militare di Savoia . Fu in seguito promosso a tenente colonnello, poi (1817) a colonnello delle torri del Regno. Ebbe gli incarichi di comandante di artiglieria, poi di capo del genio militare in Sardegna e di colonnello dello stato maggiore generale. Nel 1821 ricevette la gran croce dell'ordine dei Santi Maurizio e Lazzaro.
Nel 1823 fu promosso a "comandante in capo del genio militare nei Regi stati di terraferma". Nel 1828 fece coniare una medaglia monumentale in onore di Pietro Micca. Nello stesso anno il re Carlo Felice lo nominò "gran cacciatore, gran falconiere e governatore della Venaria Reale". Nel 1830 il re gli conferì il gran collare dell'Ordine supremo della Santissima Annunziata. L'imperatore Francesco II gli conferì l'ordine imperiale di Leopoldo.
Il re Carlo Alberto, succeduto nel 1831 al trono lo nominò cavaliere d'onore della consorte, lo promosse luogotenente generale e gli conferì le grandi insegne del riformato ordine dei Santi Maurizio e Lazzaro. Nello stesso anno, dopo la morte della seconda moglie, si ritirò a vita privata. Morì a Cagliari il 14 febbraio 1834.